# Banque centrale de Madagascar
Pour les articles homonymes, voir BFM et BCM.
La banque centrale de Madagascar (en malgache : Banky Foiben'i Madagasikara, BFM) est la banque centrale de Madagascar. Elle a été créée le 12 juin 1973 et prit la succession de l’Institut d'Émission Malgache. 
En 2005, elle renomme officiellement la monnaie nationale ariary à la place du Franc malgache. Celle-ci veille à la stabilité économique interne et externe de sa monnaie. Son  gouverneur est Aivo Handriatiana Andrianarivelo, ex-directeur exécutif du FMI, depuis 2023.

## Histoire
La banque centrale de Madagascar prend ainsi la succession de l’Institut d'Émission Malgache fondé en mai 1962 à la suite de l'indépendance de Madagascar et qui géra la gestion du nouveau Franc malgache le 1er juillet 1963. L’Institut d'Émission Malgache prenait déjà, à sa création, la succession de l'ancienne banque de Madagascar créée en 1925.
La banque centrale de Madagascar a été créée en 1973 par l'ordonnance N°73-025 de la République malgache, en raison de la sortie de Madagascar de la zone franc.
Les statuts de la banque centrale malgache furent modifiés par la Loi modifiée N° 94-004 du 10 juin 1994, qui consacre l'indépendance de l'institution financière malgache en matière de politique monétaire. La banque centrale de Madagascar a pour mission générale de veiller à la stabilité interne et externe de la monnaie, et met en œuvre la politique monétaire.
En 2005, elle renomme officiellement la monnaie nationale ariary à la place du Franc malgache. Celle-ci veille à la stabilité économique interne et externe de sa monnaie. Son  gouverneur est Aivo Handriatiana Andrianarivelo, ex-directeur exécutif du FMI, depuis 2023.

## Fonctions
- elle n'octroie pas de crédit aux particuliers[8]

Depuis 2005, l'ariary (ISO 4217 : MGA) est l'unité monétaire de la république de Madagascar, il reprend la dénomination monétaire qui était en usage à l'époque du royaume de Madagascar au XIXe siècle et remplace dans l'ordre d'émission le Franc malgache, le Franc CFA des Comores et Madagascar, le Franc de Madagascar.

## Organisation

### Organe de décision
La banque centrale de Madagascar a un gouverneur, un comité exécutif (un gouverneur et de deux vice-gouverneurs) et un conseil d'administration. Le gouverneur est nommé par décret du Conseil des ministres et sur proposition du conseil d'administration ; il doit être de nationalité malgache (malagasy) et résident de Madagascar, être titulaire d'un diplôme universitaire et avoir eu 15 années d'expérience professionnelle en matière monétaire, financière, bancaire, juridique, comptable ou économique et enfin, de ne pas avoir été condamné coupable (d'un délit ou d'une crime). Celui-ci pourra renouveler son mandant, de 5 ans, une fois.

## Représentations territoriales
À Madagascar, il existe :
- 11 représentations territoriales de la première catégorie : Toamasina, Fianarantsoa, Antsiranana, Sambava, Nosy Be, Mahajanga, Toliara, Manakara, Morondava, Antsirabe, Taolagnaro ;
- et 4 représentations territoriales de la deuxième catégorie : Ambatondrazaka, Antalaha, Miarinarivo, Maroantsetra.

Ces représentations territoriales sont là pour gérer, conserver les signes monétaires et approvisionner en monnaie les régions en leur ressort.